# Namaste Tower
Der Namaste Tower ist ein Hochhausprojekt in der indischen Millionenmetropole Mumbai. Sein Bauplatz liegt im Stadtteil Lower Parel an der Senapati Bapat Marg, einer wichtigen Hauptverkehrsstraße der Stadt. Nach der Fertigstellung des Hochhauses wird es mit einer geplanten Höhe von über 300 Metern zu den höchsten Gebäuden Mumbais und Indiens zählen.
Mit dem Bau wurde 2011 begonnen. Jedoch bereits nach kurzer Zeit kam es zur Baueinstellung. Wann und ob das Projekt abgeschlossen wird, ist gegenwärtig (Stand 2024) unklar.

## Architektur
Das Hochhaus wurde von den Architekten Benjamin Fielding-Piper und Shaun Killa vom Büro WS Atkins entworfen und 2010 erstmals auf dem World Architecture Festival in Barcelona vorgestellt.
Ziel war es, ein modernes und weithin sichtbares Wahrzeichen mit Wiedererkennungswert zu schaffen. Die Inspiration für den Entwurf lieferte dabei die traditionelle indische Grußgeste Namaste. So stellt das äußere Erscheinungsbild des Hochhauses zwei Hände dar, deren Innenflächen sich berühren. Diese Form steht symbolisch für Gastfreundschaft und Willkommenskultur und vermittelt damit auch die zentralen Werte des geplanten Hotels.
Zusätzlich ist die Fassade des Hochhauses mit Mustern versehen, die an Mehndi-Bemalungen erinnern und so die Verbindung zur indischen Kultur unterstreichen. Mehndi ist eine kunstvolle Bemalung, die in Indien bei festlichen Anlässen auf den Händen angebracht wird.

## Nutzungskonzept
Das Hochhaus soll 63 Stockwerke umfassen und eine Vielzahl von Nutzungen vereinen. Zum einen wird es ein Hotel mit mehr als 380 Zimmern geben, das von der US-amerikanischen Hotelkette W Hotels betrieben wird. Zum anderen entstehen rund 6000 m² Einzelhandelsfläche sowie etwa 9000 m² Bürofläche. Darüber hinaus ist eine Veranstaltungshalle für große Feiern wie zum Beispiel Hochzeiten geplant. In den obersten Etagen des Turms werden ein Sky-Restaurant und eine Bar vorgesehen. Und unter dem Hochhaus soll eine drei Stockwerke umfassende Tiefgarage ausreichend Parkraum für die Gäste und Mieter bieten.